# Michael Helegbe
Michael Kafui Helegbe (Accra, 15 settembre 1985) è un ex calciatore ghanese, di ruolo centrocampista.

## Carriera

### Club
Helegbe cominciò la carriera con i Liberty Professionals, che lo prestarono ai norvegesi del Brann nel 2005. Esordì nella Tippeligaen in data 11 settembre, sostituendo Erik Huseklepp nella sconfitta per 1-0 sul campo del Lillestrøm. Tornò ai Liberty Professionals alla fine dell'anno.
Nel 2007 fu acquistato a titolo definitivo dai francesi del Guingamp. Due anni dopo si accordò con i belgi dell'Ostenda, per tornare poi nel 2010 nei Liberty Professionals.

### Nazionale
Helegbe conta 2 presenze per il Ghana.

## Palmarès

### Club

#### Competizioni nazionali
- Coppa di Francia: 1

Guingamp: 2008-2009
- Campionato ghanese: 1

Asante Kotoko: 2012-2013
- Ghana Super Cup: 2

Asante Kotoko: 2012, 2013